# Gustaf Sperling
Gustaf Sperling, född 2 januari 1630 på Rådmansö, död 20 april 1660 i Landskrona, var en svensk friherre och militär. Han var far till Carl Gustaf Sperling.

## Biografi
Gustaf Sperling var son till Caspar Otto Sperling och Elin Ulfsparre af Broxvik. Han blev student vid Uppsala universitet 1639, kapten vid amiralitetet 1652 och var 1654–1660 kapten för Roslags kompani. Sperling blev 1657 major vid amiralitetet och kryssade under april till juni 1657 med fyra skepp mellan Pillau och Danzig, förde befälet över elva skepp från maj till september 1658 och i oktober samma år förde han befälet över skeppet Merkurius i Carl Gustaf Wrangels flotta, i juni 1659 förde han befälet över Scepter och två andra skepp. I augusti 1659 förde Sperling befälet över fem skepp, och blev i februari 1660 amirallöjtnant och låg med tretton skepp på redden vid Köpenhamn i mars-april 1660.